# Shane Ross
Shane Peter Nathaniel Ross (irl. Seán de Rossa; ur. 11 lipca 1949 w Dublinie) – irlandzki polityk i publicysta, długoletni senator, Teachta Dála, minister w rządach Endy Kenny’ego i Leo Varadkara.

## Życiorys
Studiował historię i nauki polityczne na Trinity College w Dublinie, kształcił się również na Uniwersytecie Genewskim. Pracował jako makler, był dyrektorem wykonawczym firmy maklerskiej, kierował także funduszami inwestycyjnymi. Przez osiem lat pełnił funkcję korespondenta giełdowego „The Irish Times”. Później był redaktorem naczelnym wiadomości biznesowych w „Sunday Independent”.
W 1981 wszedł w skład Seanad Éireann jako przedstawiciel panelu uniwersyteckiego. Ponownie był wybierany do wyższej izby irlandzkiego parlamentu w 1982, 1983, 1987, 1989, 1993, 1997, 2002 i 2007, zasiadając w niej do 2011. W pierwszej połowie lat 90. działał w Fine Gael, w 1991 został z jej ramienia radnym hrabstwa Wicklow, w 1996 zrezygnował z partyjnej aktywności.
W wyborach w 2011 kandydował z powodzeniem do Dáil Éireann 31. kadencji w okręgu Dublin South. W 2015 był jednym z inicjatorów powołania porozumienia niezależnych polityków pod nazwą Independent Alliance. Środowisko to w 2016 wywalczyło 6 mandatów, a Shane Ross uzyskał reelekcję na 32. kadencję niższej izby parlamentu w nowym okręgu Dublin Rathdown.
6 maja 2016 został powołany na ministra transportu, turystyki i sportu w gabinecie Endy Kenny’ego. Pozostał na tym stanowisku również w utworzonym 14 czerwca 2017 rządzie Leo Varadkara. Urząd ten sprawował do 27 czerwca 2020.